# Goryphus cinctipes
Goryphus cinctipes är en stekelart som först beskrevs av Cameron 1905.  Goryphus cinctipes ingår i släktet Goryphus och familjen brokparasitsteklar. Inga underarter finns listade i Catalogue of Life.